# Феллеринг
Феллери́нг (фр. Fellering) — коммуна на северо-востоке Франции в регионе Гранд-Эст (бывший Эльзас — Шампань — Арденны — Лотарингия), департамент Верхний Рейн, округ Тан — Гебвиллер, кантон Серне. До марта 2015 года коммуна административно входила в состав кантона Сент-Амарен (округ Тан).
Площадь коммуны — 21,29 км², население — 1674 человека (2006) с тенденцией к росту: 1704 человека (2012), плотность населения — 80,0 чел/км².

## Население
Численность населения коммуны в 2011 году составляла 1722 человека, а в 2012 году — 1704 человека.
| 1962 | 1968 | 1975 | 1982 | 1990 | 1999 | 2005 | 2006 | 2010 | 2011 | 2012 |
| ---- | ---- | ---- | ---- | ---- | ---- | ---- | ---- | ---- | ---- | ---- |
| 1424 | 1401 | 1343 | 1454 | 1501 | 1548 | 1649 | 1674 | 1716 | 1722 | 1704 |

Динамика населения:

## Экономика
В 2010 году из 1099 человек трудоспособного возраста (от 15 до 64 лет) 802 были экономически активными, 297 — неактивными (показатель активности 73,0 %, в 1999 году — 70,3 %). Из 802 активных трудоспособных жителей работали 722 человека (391 мужчина и 331 женщина), 80 числились безработными (46 мужчин и 34 женщины). Среди 297 трудоспособных неактивных граждан 78 были учениками либо студентами, 127 — пенсионерами, а ещё 92 — были неактивны в силу других причин.
На протяжении 2011 года в коммуне числилось 683 облагаемых налогом домохозяйства, в которых проживало 1640,5 человек. При этом медиана доходов составила 20374 евро на одного налогоплательщика.

## Достопримечательности (фотогалерея)

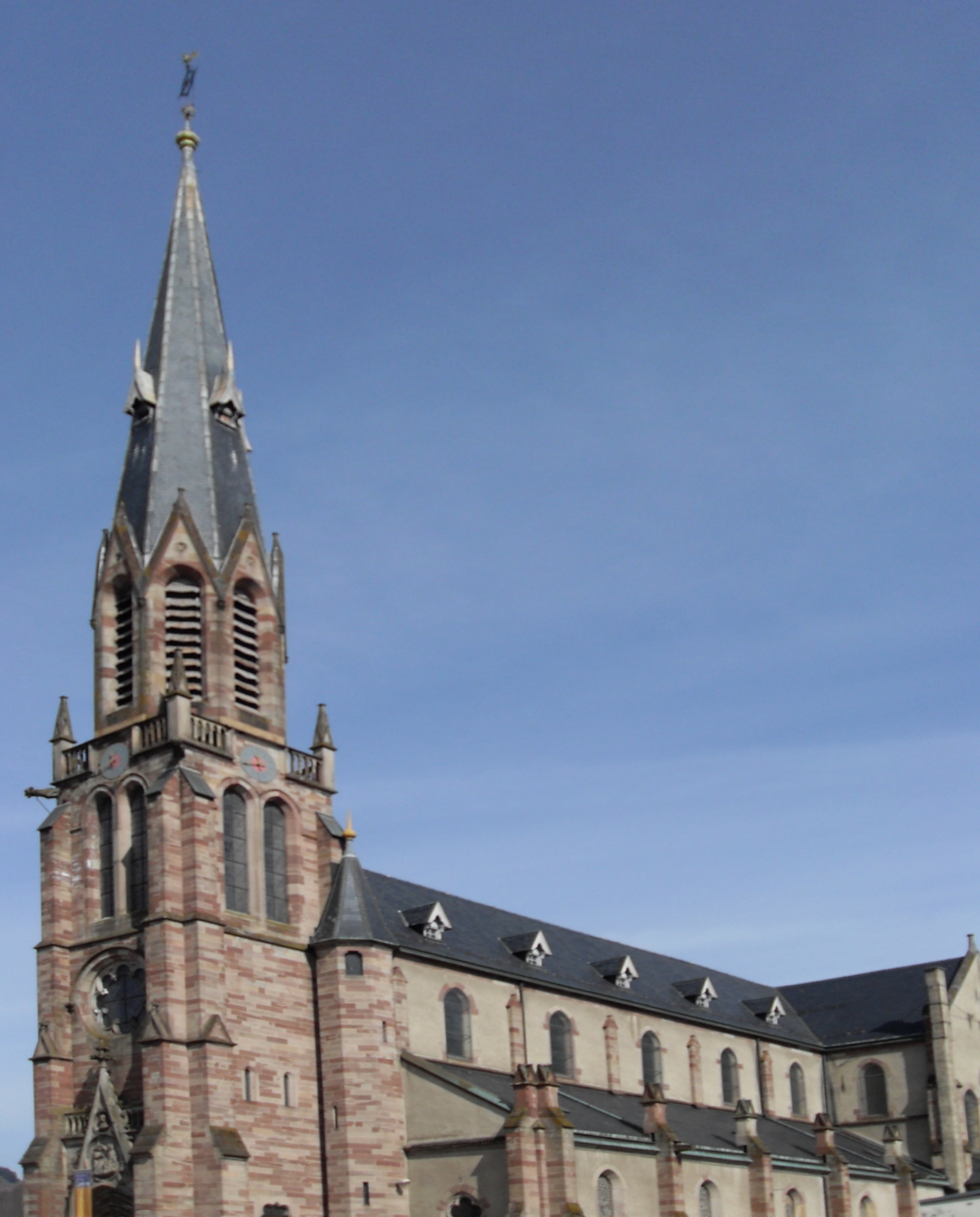
Церковь Святого Антонина
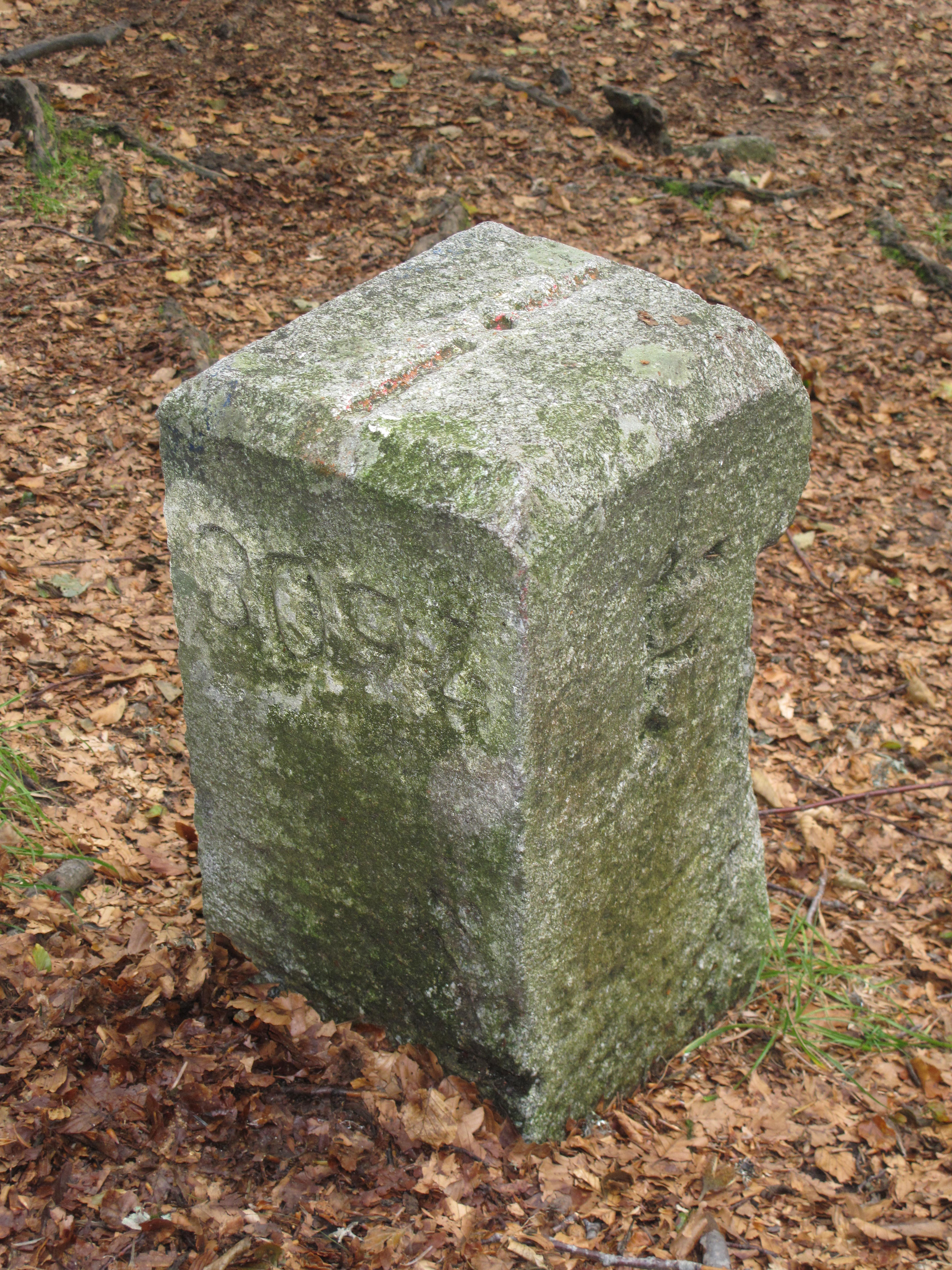
Пограничный знак Эльзас — Лотарингия
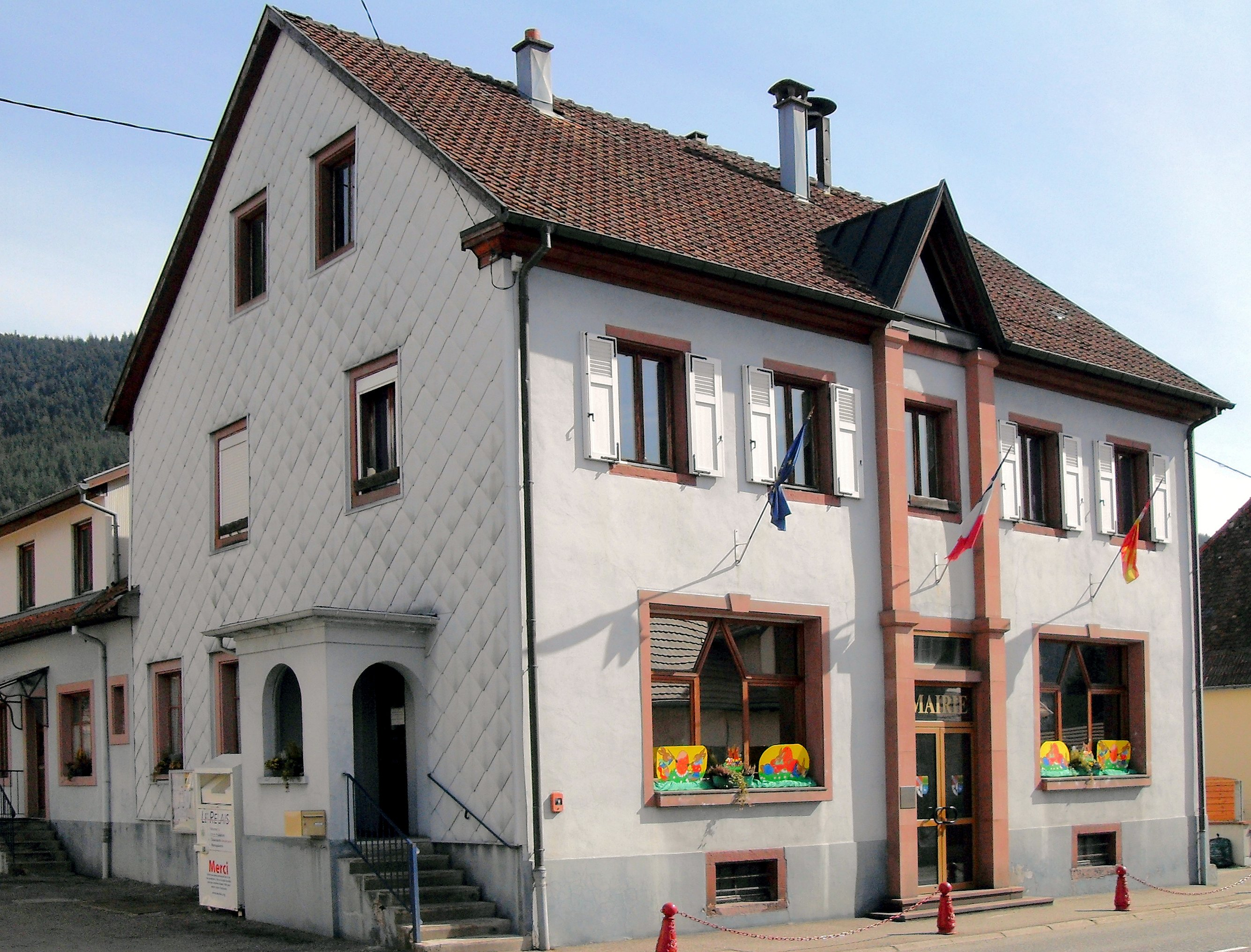
Здание мэрии